# Historische Desertifikation
Die aktuelle Diskussion um Desertifikation nimmt häufig Bezug auf Veränderungen der Siedlungsdichte in den Wüstengürteln seit Entstehung der ersten Hochkulturen. Es wird vermutet, dass der Mensch seit der Erfindung des Ackerbaus stark in den Naturhaushalt eingriffen hat und dass es immer wieder zu Desertifikation kam, sprich irreversibler Degradation des Nutzungspotentials.
Insbesondere der Mittelmeerraum und seine Übergangszonen zur arabischen und nordafrikanischen Wüste sind durch viele gut erhaltene Ruinen aus der römisch-byzantinischen Zeit charakterisiert, die die Frage aufwarfen, warum diese einst dicht besiedelten Gebiete wüst fielen. Es wurde angenommen, dass Bevölkerungswachstum oder die muslimische Eroberung zu Übernutzung führten, die durch Bodenerosion in eine irreversible Degradation des landwirtschaftlichen Potentials mündete. Bodenerosion und verringerte Vegetation können durch eine negative Rückkoppelung zu verminderten Niederschlägen führen.
Jedoch erreichten Entwicklungshilfeprojekte, die das Ziel hatten, weitere Erosion zu verhindern, ihre Ziele nicht, z. B. wurde solch ein Projekt während der 80er Jahre im Zarqa-Tal in der Nähe der Stadt Jerash in Jordanien durchgeführt, wo durch Aufforstung und die Anlage von Terrassen und Steinmolchen der Sedimenteintrag in den König-Talal-Damm vermindert und die Böden stabilisiert werden sollten. Jedoch führte ein schweres Unwetter im Winter 1991/92 zu dramatischen Sedimenteinträgen in den Damm, was die teuren Steinmolche nutzlos erscheinen ließ. Zudem ließ sich kein positiver Effekt des Waldes feststellen. Im Gegenteil schuf die Aufforstung mit Kiefern eher neue Probleme, da eine sehr hohe Waldbrandgefahr besteht, die Naturverjüngung des Waldes teilweise fehlt, und der Beweidungsdruck in ökologisch sensiblere Gebiete wie die Wüstenrandzone abgedrängt wird. Die immergrünen Bäume verringern zudem die Grundwasserneubildung, so dass es in Griechenland schon zum Absinken des Grundwasserspiegels durch Kiefernwald kam. Ein ähnliches Bild zeigt sich in Deutschland, wo Kiefern-Aufforstungen im Bereich des Tagebaus der Füllung von Tagebau-Restlöchern entgegenwirken.
Studien in Jordanien fanden, dass die Erosion der Terra Rossa hauptsächlich am Ende der letzten Eiszeit und während der jüngeren Dryas stattfand. Diese Studie nimmt an, dass auf den heute landwirtschaftlich intensiv genutzten Hochflächen seit historischer Zeit keine wesentlichen Erosionsvorgänge mehr stattfanden. Es ist also davon auszugehen, dass sich das heutige landwirtschaftliche Nutzungspotential nicht von dem historischen unterscheidet und dass Bodendegradation nicht die Ursache für den Niedergang gewesen sein kann.

Die Diskussion um die Auswirkungen von Klimaveränderungen und Desertifikation fokussiert sich auf die Bedeutung von Trockenheit. Während einige Autoren argumentieren, dass Phasen des Niedergangs in der Levante weitgehend synchron mit reduzierten Niederschlägen waren, weisen andere darauf hin, dass die Siedlungsgeschichte nicht einheitlich verlief. Eine einseitige Betrachtung der Niederschlagsmenge kann jedoch nur begrenzt Aussagen über die Ertragsfähigkeit der Landwirtschaft und klimatisch ausgelöste Umweltveränderungen liefern. Hier geben Böden und Kolluvien wichtige Hinweise: Die kürzlich entdeckten Sedimente im Theater von Beit Ras in der Dekapolis in Jordanien zeigen an, dass eine Häufung von Starkregenereignissen mit sehr hohem Oberflächenabfluss während der spätbyzantinisch-frühislamischen Zeit auftrat. Soweit solche Ereignisse in der heutigen Zeit beobachtet werden konnten, waren die entstandenen Schäden stets enorm und könnten bei einer Häufung weit schwerwiegendere Konsequenzen haben als eine Trockenheit.

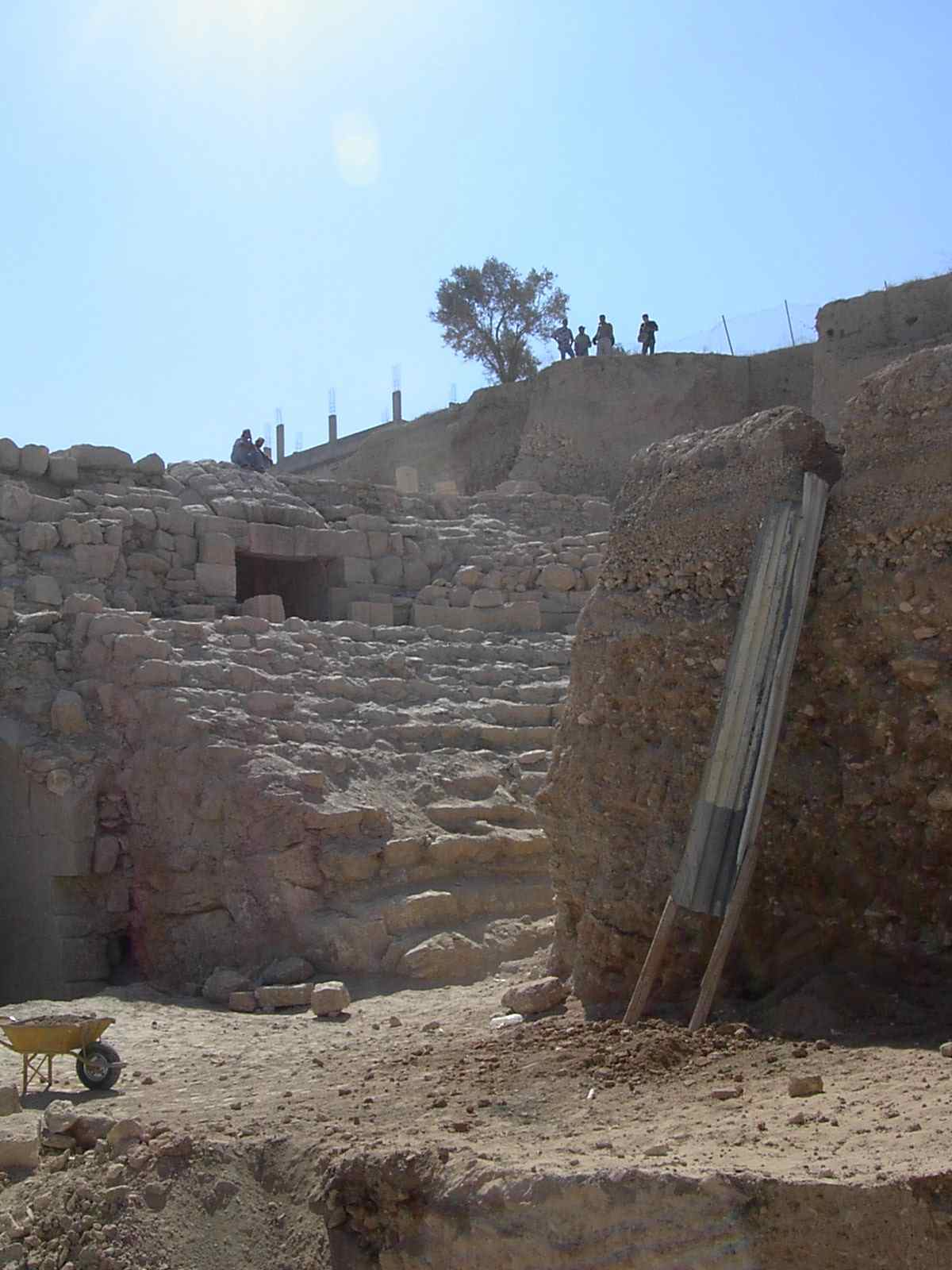
In Erdrutschen abgelagerte Sedimente im vollständig verschütteten Theater von Beit Ras (das antike Capitolias)